# رده‌بندی کتابخانه‌ای

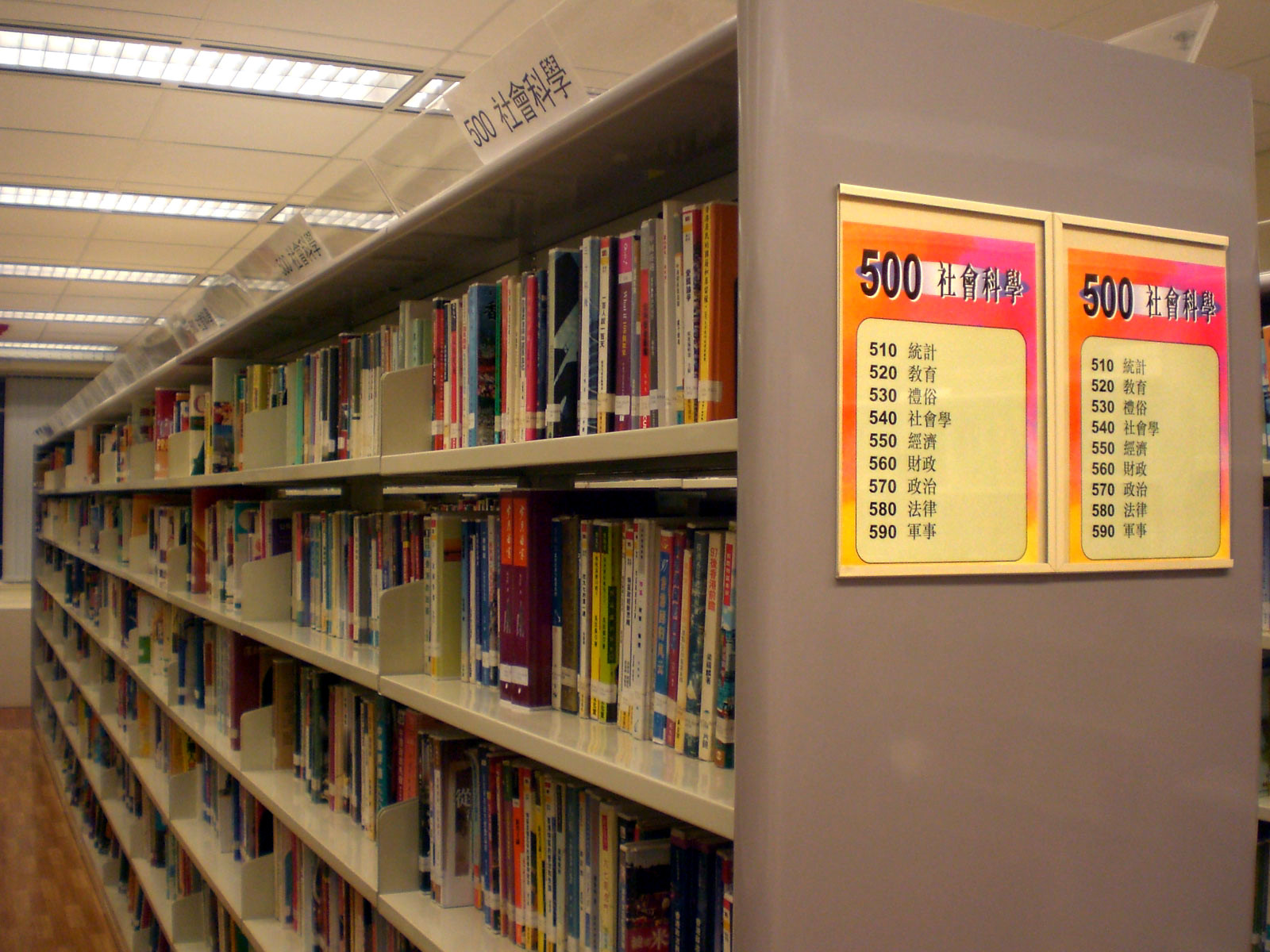

رده‌بندی کتابخانه‌ای، سیستمی از سازماندهی دانش است که در آن منابع کتابخانه‌ای بر اساس رده‌بندی (طبقه‌بندی موضوعی) تعریف شده و منظمی مرتب می‌شوند. رده‌بندی کتابخانه‌ای یک سیستم نشانه‌گذاری برای طبقه‌بندی، ترتیب موضوعی و در نتیجه ذخیره مواد کتابخانه‌ای بر اساس آن است. هدف رتبه‌بندی کتابخانه، چیدمان کتاب‌ها در قفسه‌ها، براساس گروه‌بندی مطالب مشابه است. رتبه‌بندی کتابخانه برای دستیابی به چهار هدف اصلی است: نظم بخشیدن به حوزه‌های دانش به شیوه‌ای سیستماتیک، گردآوری مواد مطالعاتی (یا کتاب‌های) مرتبط با هم در مفیدترین توالی، فراهم کردن دسترسی منظم در قفسه و ارائه مکانی برای موضوعات مشترک یا مشابه در قفسه‌ها.

## تاریخچه
رده‌بندی دانش یا کتاب‌ها قدمت بسیاری دارد. ارسطو در قرن ۴ ق. م دانش را به سه گروه نظری، عملی و خلاقه تقسیم کرد. ابونصر فارابی، فیلسوف ایرانی (قرن سوم هجری، صاحب کتاب «احصاء العلوم») در یک تقسیم‌بندی علوم را به این ترتیب رده‌بندی کرد:

اول: علم زبان. دوم: علم منطق. سوم: علم تعالیم (ریاضیات). چهارم: علوم طبیعی و الهی (فیزیک و متافیزیک). پنجم: علم مدنی (سیاست و اخلاق) و علم فقه و علم کلام.
فرانسیس بیکن (در سال ۱۶۰۵م) براساس سه نیروی ذهنی: حافظه، تخیل و عقل به ترتیب به سه رده اصلی تاریخ، هنرهای زیبا و فلسفه قائل شد. در دوره‌های اخیر، ملویل دیوئی در سال ۱۸۷۶م. رده‌بندی دهدهی دیوئی را بنا نهاد و در آغاز قرن بیستم رده‌بندی کتابخانه کنگره آمریکا نیز شکل گرفت؛ که هر دو کاربرد و شهرت جهانی یافتند.

## انواع رده‌بندی
از گذشته‌های بسیار دور، در کتابخانه‌های بزرگ جهان روش‌های متعددی برای تنظیم کتاب‌ها در قفسه‌ها به کار می‌رفت که عمدتاً بر اساس اندازه و قطع کتاب، شماره ثبت و ترتیب ورود به کتابخانه، مؤلف، تاریخ انتشار یا موضوع کتاب بوده‌است.
رایج‌ترین و منطقی‌ترین روش رده‌بندی در دنیای امروز رده‌بندی موضوعی است که به یافتن آسان کتاب و کتاب‌های هم موضوع در مجموعه کمک می‌کند.
انواع رده‌بندی در کتابخانه‌ها:
۱- رده‌بندی شمارشی: همه مفاهیم موضوعی ساده و ترکیبی تعریف یا کدگذاری می‌شوند.
۲- رده‌بندی ترکیبی (رده‌بندی چهریزه‌ای): از شماره‌گذاری ساده تألیف یافته سپس به شماره‌گذاری ترکیبی و پیچیده منتهی می‌شود. مانند رده‌بندی کولون، دهدهی جهانی، و برخی از اجزاء رده‌بندی دهدهی دیویی.
۳- رده‌بندی سلسله مراتبی: بر اساس تقسیمات موضوعی از کل به جزء است. در این رده‌بندی سلسله رده‌ها به ترتیب و به نوبت به زیر رده‌های و رده‌های فرعی تقسیم می‌شوند. مانند: رده‌بندی دهدهی دیوئی (DDC) و در گستره‌ای کمتر رده‌بندی کتابخانه کنگره (LLC).
اقسام سیستم‌های مشهور رده‌بندی کتابخانه‌ای جهانی که همه موضوعات دانش را پوشش می‌دهند:
- رده‌بندی دهدهی دیوئی (DDC)
- رده‌بندی کتابخانه کنگره (LCC)
- رده‌بندی کولون (CC)
- رده‌بندی بلیس (BC)
- رده‌بندی جهانی دسیمال (UDC)[۱]

## کاربرد در ایران
امروزه دو نوع رده‌بندی کتابخانه‌ای کنگره و دهدهی دیویی در کتابخانه‌های ایران بسیار مورد استفاده قرار می‌گیرند. رده‌بندی کنگره بیشتر در کتابخانه‌های دانشگاهی و تخصصی و رده‌بندی دیویی بیشتر در کتابخانه‌های عمومی مورد استفاده قرار می‌گیرند.